# Lovasberény
Lovasberény es un pueblo en el distrito de Székesfehérvár, en el condado de Fejér, Hungría.

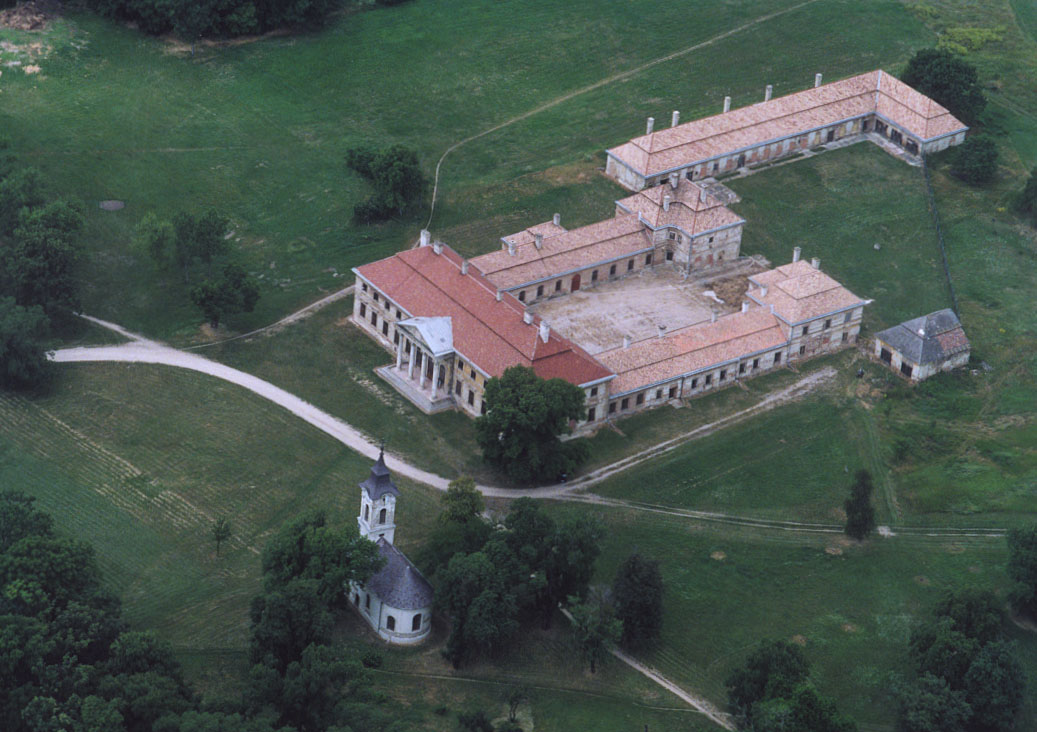
Fotografía aérea del palacio de Cziráky